# Frizerie

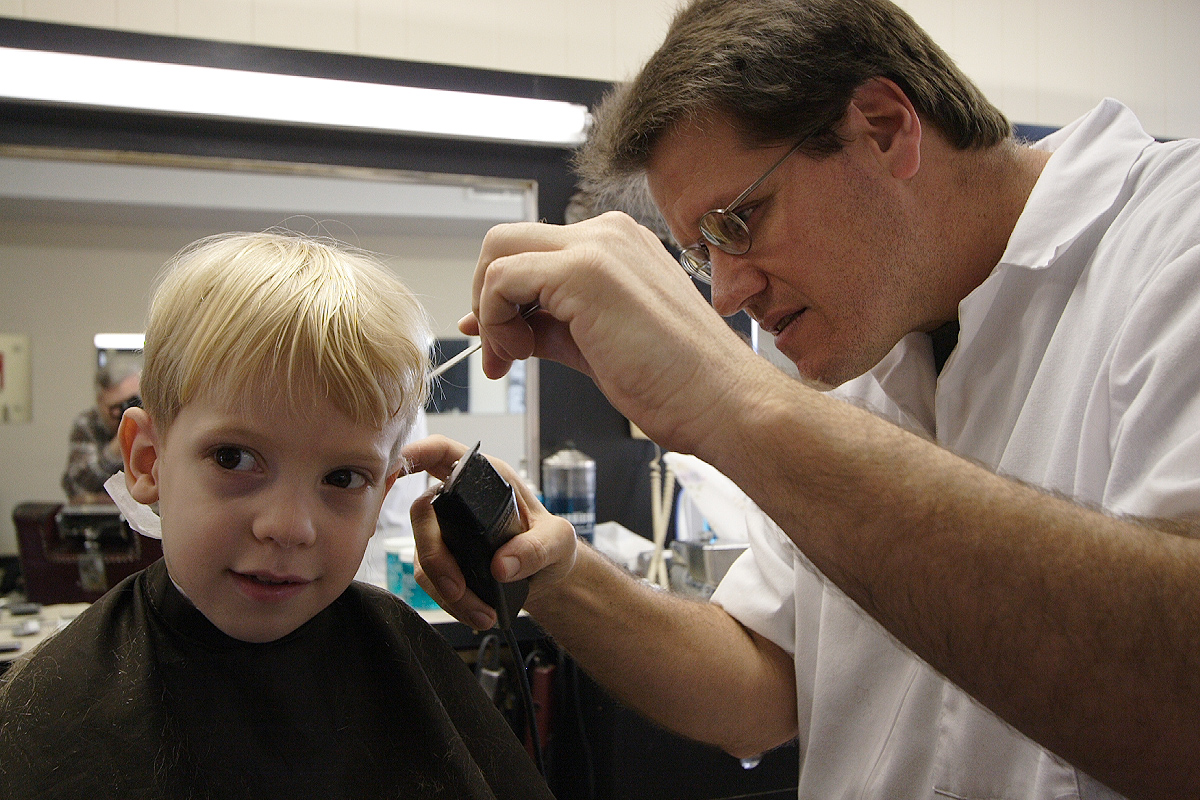
Frizer tunzând părul unui copil.

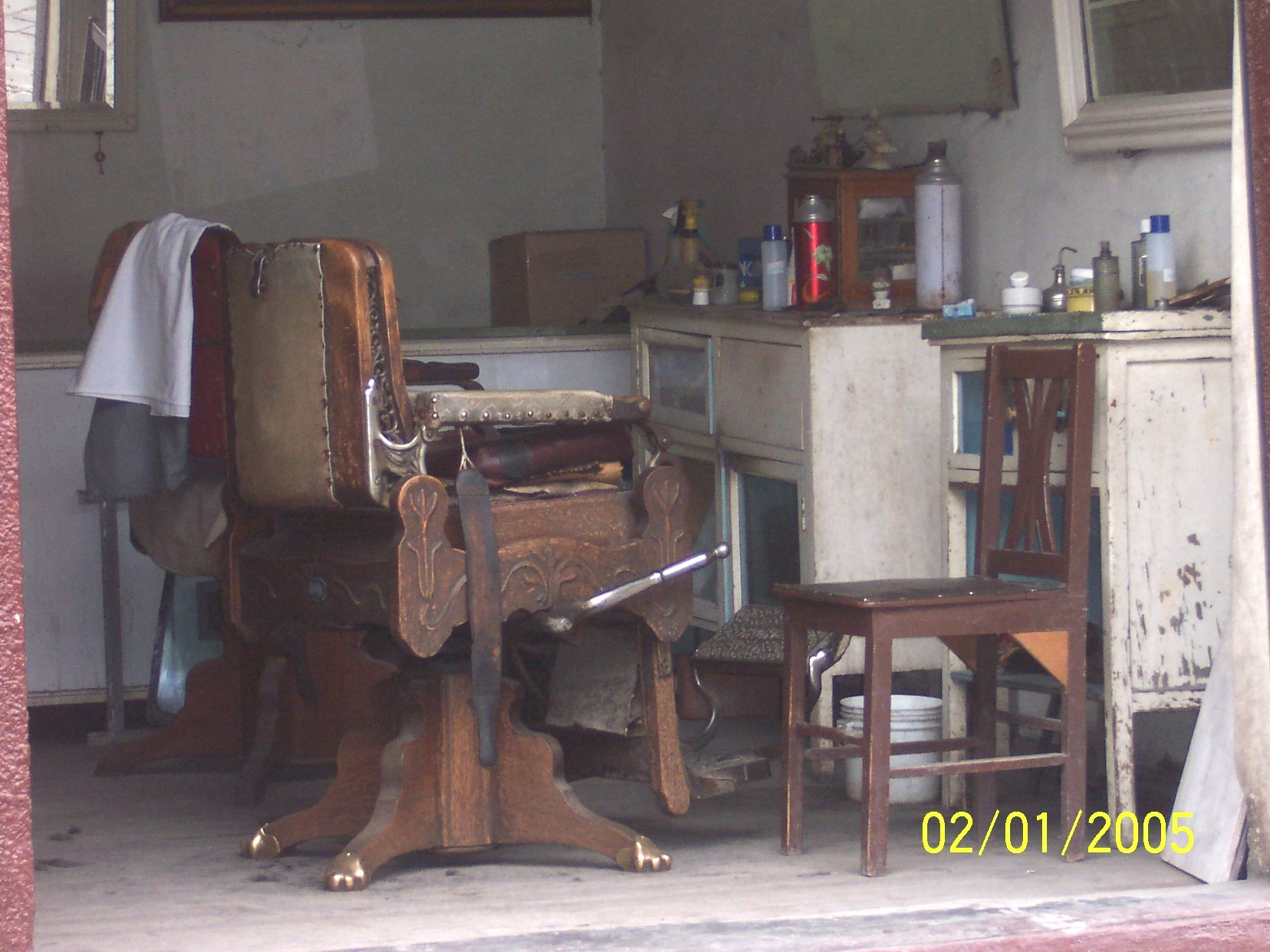
Frizerie tradițională din Cuenca, Ecuador.

O frizerie sau o bărbierie este un local unde sunt oferite diferite servicii cu caracter estetice, printre care, în principal, tunderea părului, bărbierirea, epilarea, manichiura și pedichiura. Atunci când sunt oferite mai multe servicii diferite, localul este adesea numit salon de înfrumusețare.
Prima mențiune documentară a oferirii unor servicii cosmetice de îngrijire a părului apar în Egiptul Antic, unde au fost realizate cele mai semnificative schimbări ale coafurii.
În acest stat întins și organizat autocratic, bărbații obișnuiau să-și radă complet părul, cu excepția preoților și membrilor elitei conducătoare, care își îngrijea părul, pieptănându-l, coafându-l și vopsindu-l în diferite nuanțe. În acea epocă erau folosite, de asemenea, peruci tradiționale cu un păr tăiat uniform, cu breton, lung până la umeri.
Dar o altă mare contribuție a egiptenilor a fost descoperirea colorantului produs din arborele henna, care a permis obținerea unor nuanțe de roșu și mahon.

## Ustensile de frizerie

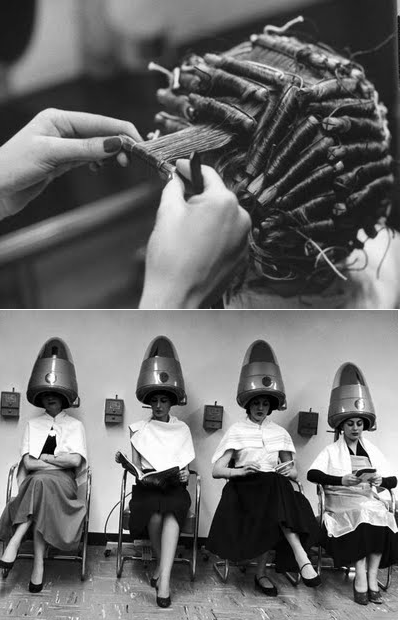
Vechi ustensile de frizerie

Ustensilele de frizerie pot fi clasificate în cinci grupe esențiale în funcție de utilitatea lor:
1. Ustensile principale: sunt acele instrumente folosite în efectuarea sarcinilor de frizer: piepteni, perii, foarfece, pensete etc.
2. Ustensile auxiliare: sunt acele obiecte care sunt folosite pentru a facilita lucrul cu ustensilele principale și, de asemenea, ca materiale de protecție: tije, plase de păr, mănuși, bonete, prosoape, halate etc.
3. Ustensile de laborator: sunt acele materiale care sunt folosite în obținerea unor amestecuri de substanțe chimice (coloranți, cheratine, apă oxigenată etc.): recipiente de sticlă, hârtie de turnesol etc.
4. Aparatură: set de echipamente concepute pentru realizarea unor tehnici de coafură, precum și pentru depistarea și tratarea problemelor capilare care apar cu o frecvență mai mare într-o frizerie: uscătoare, vaporizatoare, sterilizatoare, microvisor, lampă cu raze infraroșii etc.
5. Mobilier: acele elemente de mobilier, care sunt folosite în activitatea de frizerie-coafură: chiuvete, lighene, mese auxiliare, oglinzi, fotolii etc.

## Frizerii celebre
- Truefitt & Hill, prima frizerie (așa cum o cunoaștem astăzi) din lume.
- Geo.F. Trumper
- Taylor of Old Bond Street

## Legături externe
Materiale media legate de Frizerie la Wikimedia Commons